# NT Гидры
NT Гидры (лат. NT Hydrae), HD 78422 — одиночная переменная звезда в созвездии Гидры на расстоянии приблизительно 557 световых лет (около 171 парсек) от Солнца. Звёздная величина диапазона Hp звезды — от +7,49m до +7,42m. Возраст звезды определён как около 1,2 млрд лет.
Открыта группой астрономов проекта Hipparcos*.

## Характеристики
NT Гидры — жёлто-белая пульсирующая переменная звезда типа Дельты Щита (DSCTC) спектрального класса F0IV, или F0. Масса — около 2,059 солнечной, радиус — около 3,555 солнечного, светимость — около 25,169 солнечной. Эффективная температура — около 6969 K.

## Планетная система
В 2019 году учёными, анализирующими данные проектов Hipparcos и Gaia, у звезды обнаружена планета HIP 44813 b.